# 驱逐舰指挥官
《驱逐舰指挥官》是育碧软件于2002年出品的一款模拟海战的电脑游戏。玩家扮演二战时期的一名驱逐舰指挥官。其特点之一是能与《猎杀潜航2》进行联机游戏。

## 开发历史
驱逐舰指挥官是由育碧于2002年开发的一款电子游戏。但是推出市面不久，游戏玩家就申诉游戏软件有问题。育碧因此与2002年3月推出了一个修補程式供玩家下载。 修補程式推出后，解决了一些问题，但是游戏的多人共同玩部分变得不稳定。育碧没有正式发布另外一个修補程式。于2002年，育碧宣布產品壽命結束，并且授权游戏玩家（大多数都在Subsim网址上）自我设计修補程式，游戏的源代码也公开了。游戏玩家群眾募資约7千美元开发了非官方补丁来解决游戏问题。

## 评价
正式修補程式推出前，汇总媒体的网址（Metacritic）上对游戏的评论褒贬参半。

## 参看
- 《猎杀潜航2》